# 拟指犬属
擬指犬（学名：Cynodictis），是一些生存於始新世至漸新世歐洲（法國及德國）、蒙古及北美洲的似狗動物。擬指犬屬於犬科。
擬指犬是從細齒獸科演化的食肉目動物，且是現今狗類祖先分支的後裔，但牠們之間的系統發生關係則不清楚。擬指犬可能衍生了兩個分支，一個是在非洲，另一個則是歐亞大陸的Tomarctus。
擬指犬有長吻，身體較低。牠有裂齒，可以從屍體撕開肉來吃。牠棲息在北美洲的草原，但估計牠可以攀樹。牠肩高約30厘米，是細少像狗的肉食性哺乳動物。牠奔跑快速及能有效地挖洞。牠可以追蹤兔及細少的齧齒目，亦可以將牠們從巢中掘出來。牠生活於河流交錯的半乾旱平原。
擬指犬會在陡斜的河堤以毛皮及植物挖掘築巢。雌性每胎會產約5頭幼獸，並會哺育及保護幼獸幾個月，先是乳養後是送食物。牠們的巢有時會被洪水所破壞，並淹死巢內所有動物，將牠們變成化石。

## 外部連結
- The Canine History Page